# Slinovce
Slinovce so naselje v Občini Kostanjevica na Krki.